# Sniper Elite
Sniper Elite es un videojuego del género de videojuego de disparos táctico desarrollado por la compañía británica Rebellion Developments. El personaje principal es un agente de la OSS, Karl Fairburne, disfrazado de un francotirador alemán que se inserta en Berlín en 1945, durante la Segunda Guerra Mundial, con el objetivo de obtener la tecnología de las armas alemanas antes que la NKVD soviética. 
La versión del videojuego para Wii fue realizada en septiembre de 2010 en Norteamérica por Reef Entertainment. En ese mismo año el videojuego fue lanzado en Europa.

## Trama
El videojuego transcurre en Berlín, a finales de la Segunda Guerra Mundial. El personaje principal del juego es un francotirador estadounidense de la organización secreta OSS, que se infiltra al ejército alemán, pero su objetivo es evitar que los rusos descubran la bomba atómica alemana, además de eliminar oficiales del NKVD (comisarios políticos de Ejército rojo) y altos oficiales del estado mayor de Hitler, como Martin Bormann.

## Mecánica del juego
La idea principal del juego es usar tácticas de Francotirador evitar ser detectado , disparando balas precisas con las que ganarás puntos extra y detonar bombas.

## Personajes
- Karl Fairburne: es un agente estadounidense del OSS disfrazado de un francotirador alemán para frustrar el plan del NKVD para obtener tecnología de armas nucleares. Es el protagonista del juego, y el personaje que el jugador controla desde el principio hasta el fin del juego. Muy poca información se sabe sobre sus antecedentes, otro de que él fue elevado en Berlín como hijo de un embajador norteamericano a Alemania antes de que la guerra estallara, que estudió en West Point, Estados Unidos poco después de entrar en la guerra, y el hecho de que fue elegido para esta misión, porque Berlín fue su lugar de infancia.
- Martin Bormann: Una figura extremadamente poderosa en el Tercer Reich, tiene previsto reunirse con un contacto de la NKVD en la Puerta de Brandeburgo de desertar de la Unión Soviética, garantizando su seguridad. Sin embargo, sabe demasiado, por lo que es asesinado por Fairburne antes de que sea capaz de hacer esto.
- Vasily Kralovek: El general del NKVD que intenta encontrarse a Bormann para organizar la deserción de este de la URSS. El Kremlin ha dado una enorme cantidad de poder a Kralovek dentro de la NKVD. Su asesinato es sólo un sub-objetivo, y por lo tanto es opcional.
- Comandante del depósito de combustible del NKVD: El oficial del NKVD que esta al mando del depósito de combustible de Karlshorst que Fairburne se encarga de destruir. También posee un libro de códigos que Fairburne debe recuperar. El depósito de combustible es la siguiente base para el ataque de las unidades del NKVD a Berlín.
- Dr. Max Lohmann: Un científico que se le asigna a Fairburne para capturar y escoltar fuera de Berlín, y volver a América para impedir que caiga en manos de la NKVD. Desempeñó un papel clave ayudando a los nazis a desarrollar planos de armas nucleares, y por lo tanto es buscado por la NKVD para su conocimiento sobre el tema.
- Niklas Huber: Huber es el oficial al mando de la Planta Tratadora de Agua Pesada de Nordsig. Él tiene fuertes vínculos con el partido nazi. Aparentemente, él no tiene "estómago para el dolor personal", lo que hace fácil para Fairburne interrogarlo por la seguridad del código que necesita. Una vez que Huber entrega el código, Fairburne lo mata con la pistola silenciada.
- Thomas: Thomas es el piloto que lleva a Fairburne y Lohmann fuera de Berlín en avión. Él es rescatado de la NKVD por Fairburne.
- Stephan: Stephan es el hermano de Thomas. Fairburne rescata a Stephan del NKVD, pero desea permanecer en Berlín para ayudar a las personas que dependen de él.

## Premios
Sniper Elite fue premiado al "Mejor videojuego de PC/Consola" en los Premios TIGA de 2005. En 2010, GameRankings puntuó al videojuego en un 73.44% en la versión del PC, un 76.65% en la versión de PlayStation 2, un 76.97% en la versión de Xbox, y un 70% en la versión de Wii.

## Productos derivados
La marca de libro de Rebellion Developments, Abaddon Books, lanzó una serie de libros inspirada en Sniper Elite, escrito por Jasper Bark.